# Albrecht Pfister (Mathematiker)

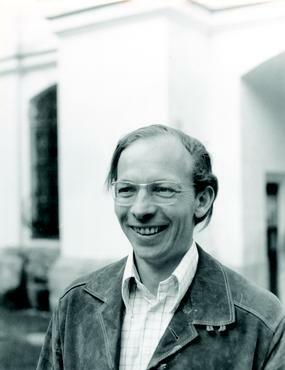
Albrecht Pfister, 1976

Albrecht Pfister (* 30. Juli 1934 in München) ist ein deutscher Mathematiker, der sich mit Algebra und speziell  quadratischen Formen beschäftigt.
Pfister wurde 1961 bei Karl Stein und Martin Kneser an der Ludwig-Maximilians-Universität München promoviert (Über das Koeffizientenproblem der beschränkten Funktionen von zwei Veränderlichen). 1966 wurde er an der Georg-August-Universität Göttingen habilitiert. Ab 1970 war er bis zu seiner Emeritierung Professor an der Johannes-Gutenberg-Universität Mainz.
In der Theorie quadratischer Formen über Körpern sind die von ihm 1965 eingeführten Pfister-Formen nach ihm benannt. 1967 bewies er eine obere Schranke im siebzehnten Hilbert-Problem (das Emil Artin 1927 löste).
1970 war er Gastredner auf dem Internationalen Mathematikerkongress in Nizza (Sums of squares in real function fields).

## Schriften
- Quadratic forms with applications to algebraic geometry and topology. In: London Mathematical Society Lecturenotes. Cambridge University Press 1995.
- Quadratische Formen. In: Fischer, Hirzebruch u. a. (Hrsg.): 100 Jahre Mathematik 1890–1990. Vieweg 1990.